# Introduzione e allegro (Ravel)
L'Introduzione e allegro per arpa, flauto, clarinetto e quartetto d'archi (Introduction et allegro pour harpe, flûte, clarinette et quatour à cordes) è un settimino composto da Maurice Ravel nel 1905 e dedicato ad Albert Blondel.

## Storia
Nei primi anni del '900 la casa musicale Érard cercava di promuovere le potenzialità e  l'espressività dell'arpa diatonica, strumento di sua costruzione, cercando in tal modo di contrastare la nuova arpa cromatica messa sul mercato da Pleyel, per cui Claude Debussy aveva scritto nel 1904 le Danses pour harpe chromatique et orchestre d'instruments à cordes.

Il direttore della fabbrica Érard, Albert Blondel, chiese espressamente a Ravel nel 1905 la composizione di un brano adatto a essere eseguito dal loro strumento.
Il musicista era stato invitato a una cociera fluviale per i mesi di giugno e luglio da Alfred Edwards, proprietario de Le matin e marito di Misia Sert, amica di Ravel; il compositore dovette metter mano velocemente alla partitura prima di partire sullo yacht Aimée degli Edwards. L'Introduzione e allegro fu completata in pochi giorni ai primi di giugno e, come il musicista scrisse a Jean Marnold, critico musicale, impiegò "otto giorni e tre notti di lavoro accanito per terminare la composizione, bene o male".

L'anno seguente la prestigiosa casa editrice Durand, che aveva già pubblicato la Sonatine, diede alle stampe anche L'Introduzione e allegro con un contratto di esclusiva.
Il modello di Érard andò in seguito a costituire l'arpa moderna, al contrario di quello di Pleyel che andò dimenticato.

### Prima esecuzione
L'Introduzione e allegro fu eseguito per la prima volta al Circolo musicale della Société française de photographie in Parigi, il 22 febbraio 1907, da Micheline Kahn all'arpa, Philippe Gaubert al flauto, M. Pichard al clarinetto e il quartetto Firmin Touche, in un ensemble diretto da Charles Domergue.
Il 23 ottobre 1929 il brano fu eseguito, diretto dallo stesso Ravel, a Oxford, alla cerimonia per la laurea honoris causa in musica di cui fu insignito il compositore.

## Analisi
Il titolo indica che la composizione è costituita da due movimenti, ma è eseguita senza soluzione di continuità e dura circa undici, tredici minuti.
- 1. Introduzione. Très lent (Sol bemolle maggiore)
- 2. Allegro. (Sol bemolle maggiore)

La composizione ha l'aspetto del primo movimento di un concerto; in effetti Ravel trattò l'arpa come strumento solista e l'esigua formazione strumentale come se fosse un'orchestra di piccolissime dimensioni.

Dopo una breve Introduzione dalle affascinanti atmosfere sognanti, si passa subito all'Allegro introdotto da una cadenza dell'arpa. Nel brano non vi sono esposizioni di temi e successivi sviluppi come in una forma-sonata, ma solo un passaggio di motivi da uno strumento all'altro, in un lavoro di grande raffinatezza soprattutto nell'utilizzare il timbro degli strumenti, cesellandone le frasi e con un accompagnamento degli archi sempre sommesso.

L'uso dell'arpa e del flauto sembrerebbero essere un omaggio a Debussy, la cui musica all'epoca era diventata assai nota soprattutto per il Prélude à l'après-midi d'un faune. In effetti nel'Introduzione e allegro un'eco debussiana vi si può riscontrare, in una cera sensibilitò armonica e nella modulazione ondeggiante dei temi, ma sempre filtrata dalla raffinata personalità di Ravel. 

## Trascrizioni
L'opera fu trascritta dallo stesso autore per due pianoforti e pubblicata sempre da Durand nel 1906. Una versione per pianoforte a quattro mani fu realizzata da Léon Roques, una per pianoforte solo da Lucien Garban.